# Mario Cavatore
Mario Cavatore (Cuneo, 22 ottobre 1946 – Cuneo, 14 giugno 2018) è stato uno scrittore italiano.

## Biografia
Originario di Cuneo, è stato operaio, elettrotecnico, tecnico del suono, animatore radiofonico, artigiano. In adolescenza conobbe il mondo dei nomadi. Ha esordito come scrittore nel 2003, all'età di 56 anni, con il romanzo Il seminatore, uscito per la casa editrice Einaudi. L'opera è ambientata in Svizzera alla vigilia della Seconda guerra mondiale. In quegli anni nella Confederazione Elvetica fu attuata una politica discriminatoria nei confronti della popolazione nomade Jenisch a cui furono sottratti i bambini. Da questo romanzo è stato liberamente tratto il film Lubo di Giorgio Diritti uscito nelle sale nel novembre 2023. Nel 2007 è stato pubblicato il suo secondo romanzo, L'africano, ambientato, a capitoli alterni, in Ruanda e in Belgio, con, sullo sfondo, il genocidio dei Tutsi da parte degli Hutu.
Mario Cavatore è morto il 14 giugno 2018.
Friend of http://mariocavatore.it/2021/04/08/quando-e-morto-lo-scrittore-mario-cavatore/

## Opere
- Il seminatore (Einaudi, 2004)
- El inseminador (Tropismos, Salamanca, 2005), traduzione in spagnolo del Seminatore
- L'africano (Einaudi, 2007)
- Le geste du semeur (les éditions chemin de ronde, 2011), traduzione in francese (a cura di Danièle Robert) del Seminatore